# Ņikita Jevpalovs
Ņikita Jevpalovs (* 9. September 1994 in Riga) ist ein lettischer Eishockeyspieler, der seit Mai 2022 bei den Boxers de Bordeaux aus der französischen Ligue Magnus unter Vertrag steht und dort auf der Position des linken Flügelstürmers spielt. Zuvor absolvierte Jevpalovs unter anderem über 250 Spiele in der American Hockey League (AHL).

## Karriere
Jevpalovs verbrachte seine Juniorenzeit bis 2010 zunächst in seiner Geburtsstadt Riga, wo er unter anderem mit dem SK Riga lettischer U18-Juniorenmeister wurde. Anschließend zog es den Stürmer für eine Spielzeit nach Kanada. Dort lief er für die South Muskoka Shield in der Greater Metro Junior A Hockey League, ehe er in seine lettische Heimat zurückkehrte. In Diensten des HK Riga bestritt Jevpalovs die Saison 2011/12 in der Nachwuchsliga Molodjoschnaja Chokkeinaja Liga.

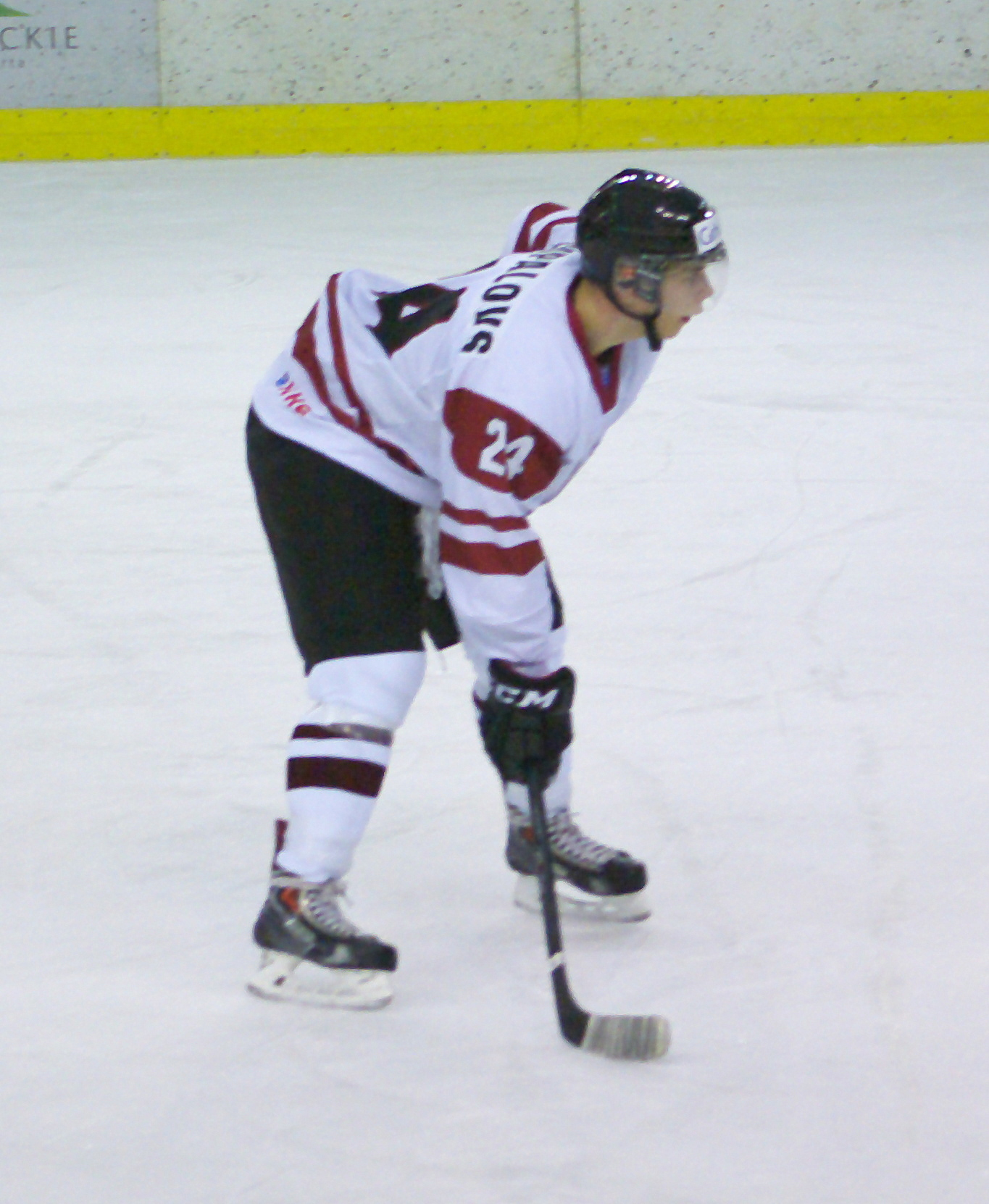
Jevpalovs im Trikot der lettischen U20-Auswahl (2013)

Nach der Auswahl im CHL Import Draft wagte der Lette im Sommer 2012 den erneuten Sprung nach Kanada, wo er die folgenden drei Jahre für die Armada de Blainville-Boisbriand in der Ligue de hockey junior majeur du Québec (LHJMQ) auflief. Dort fasste der Power Forward schnell Fuß und steigerte seine Punktausbeute von 39 in seiner Rookiesaison, auf 54 und anschließend 100 Scorerpunkte in seinem dritten und letzten Jahr, was ihm die Wahl ins Second All-Star Team der Liga bescherte.
Die 100-Punktesaison weckte in der Folge auch die Begehrlichkeiten der Franchises aus der National Hockey League (NHL), woraufhin er bereits im Januar 2015 von den San Jose Sharks für die folgenden beiden Spielzeiten verpflichtet wurde. Mit Beginn des Spieljahres 2015/16 kam Jevpalovs bei deren Farmteam, den San Jose Barracuda, in der American Hockey League (AHL) zum Einsatz. Da er dort jedoch nicht ganz die Erwartungen erfüllen konnte, wurde er zum Ende der Saison an deren Kooperationspartner aus der ECHL abgegeben. Mit den Allen Americans gewann der Angreifer am Saisonende den Kelly Cup. Zur Saison 2016/17 kehrte er dann nach San Jose zurück, wo er weiterhin bei den Barracuda eingesetzt wurde. Das Team verlängerte seinen auslaufenden Vertrag im Sommer 2017 jedoch nicht, woraufhin Jevpalovs im Juli 2017 einen Probevertrag bei Dinamo Riga aus der Kontinentalen Hockey-Liga (KHL) erhielt, der im folgenden August in ein festes Engagement bis zum Saisonende ausgeweitet wurde.
Im Sommer 2018 kehrte der Lette schließlich wieder nach Nordamerika zurück, als er einen Vertrag bei den Rocket de Laval aus der AHL unterschrieb, wo er schlussendlich zwei Spielzeiten verblieb. Anschließend kehrte Jevpalovs erneut nach Europa zurück und stand zwischen 2020 und 2022 beim Dornbirner EC aus der ICE Hockey League unter Vertrag, ehe er zu den Boxers de Bordeaux aus der französischen Ligue Magnus wechselte. Mit dem Klub wurde er im Frühjahr 2024 nach der Finalniederlage gegen die Dragons de Rouen Vizemeister.

### International
Für sein Heimatland stand Jevpalovs im Juniorenbereich bei der U18-Junioren-Weltmeisterschaft 2012 sowie den U20-Junioren-Weltmeisterschaften in den Jahren 2012, U20-Junioren-Weltmeisterschaft 2013 und 2014 in der Division IA auf dem Eis.
Für die A-Nationalmannschaft kam der Stürmer erstmals im Jahr 2015 zu Einsätzen. Sein Debüt bei einem internationalen Turnier feierte er im Rahmen der Weltmeisterschaft 2018.

## Erfolge und Auszeichnungen
- 2010 Lettischer U18-Meister mit dem SK Riga
- 2015 LHJMQ Second All-Star Team
- 2016 Kelly-Cup-Gewinn mit den Allen Americans
- 2024 Französischer Vizemeister mit den Boxers de Bordeaux

## Karrierestatistik
Stand: Ende der Saison 2023/24

### International
Vertrat Lettland bei:
| - U20-Junioren-Weltmeisterschaft 2012 - U18-Junioren-Weltmeisterschaft 2012 - U20-Junioren-Weltmeisterschaft 2013 | - U20-Junioren-Weltmeisterschaft der Division IA 2014 - Weltmeisterschaft 2018 |

(Legende zur Spielerstatistik: Sp oder GP = absolvierte Spiele; T oder G = erzielte Tore; V oder A = erzielte Assists; Pkt oder Pts = erzielte Scorerpunkte; SM oder PIM = erhaltene Strafminuten; +/− = Plus/Minus-Bilanz; PP = erzielte Überzahltore; SH = erzielte Unterzahltore; GW = erzielte Siegtore; 1 Play-downs/Relegation; Kursiv: Statistik nicht vollständig)